# 天主教金賈教區
天主教金賈教區（拉丁語：Dioecesis Gingianus）是烏干達一個羅馬天主教教區，屬托羅羅總教區。
教區前身為1948年6月10日的坎帕拉宗座代牧區，1953年3月25日升為教區，1966年8月5日易名至今。

## 現況
包括東部區十區。2006年有教友649,094人（佔轄區總人口23.9%）、廿一個堂區、八十九司鐸。現任教區主教為嘉祿·瑪爾定·瓦米卡。